# Valentina Fókina
Valentina Fókina   (Iàkhroma, 24 de març de 1920 - 28 de juny de 1977) va ser una atleta russa especialista en curses de velocitat i tanques, que va competir sota bandera de la Unió Soviètica durant la dècada de 1940.
En el seu palmarès destaquen dues medalles de bronze al Campionat d'Europa d'atletisme de 1946 d'Oslo, els 80 metres tanques, rere Fanny Blankers-Koen i Yelena Gokieli, i els 4×100 metres, rere l'equip neerlandès i francès. També fou campiona de l'URSS en 80 metres tanques el 1938, 1939 i de 1943 a 1948 i en els 400 metres el 1939. Aconseguí el rècord de l'URSS dels 80 metres tanques en dues ocasions i una el del 4x100 metres.

## Millors marques
- 100 metres. 12.5" (1944)
- 200 metres. 26.1" (1940)
- 80 metres tanques. 11.5" (1947)
- salt d'alçada. 1m53cm (1944)[5]